# Doug Cockle
Doug Cockle (Twentynine Palms, 16 settembre 1970) è un attore, direttore del doppiaggio e doppiatore statunitense.
È principalmente noto per essere la voce ufficiale, tranne in Polonia, del personaggio Geralt di Rivia della serie videoludica The Witcher.
Ha ricevuto una nomination al Game Award for Best Performance e ha vinto il premio Golden Joystick Award Best Gaming Performance per il doppiaggio di Geralt in The Witcher 3: Wild Hunt.

## Filmografia

### Film
- Il sarto di Panama, regia di John Boorman (2001)
- Il regno del fuoco, regia di Rob Bowman (2002)
- London Voodoo, regia di Robert Pratten (2004)
- The Calcium Kid, regia di Alex De Rakoff (2004)
- Digital Reaper, regia di John Irvin (2005)
- Captain America - Il primo Vendicatore, regia di Joe Johnston (2011)

### Televisione
- Band of Brothers - Fratelli al fronte, regia di Steven Spielberg e Tom Hanks (2001)
- The Second Coming, regia di Russell T Davies (2003)

## Doppiaggio

### Film d'animazione
- Geralt di Rivia in The Witcher - Le sirene degli abissi
- Einar in Predator: Killer dei Killer

### Videogiochi
- Geralt di Rivia in The Witcher, The Witcher 2: Assassins of Kings, The Witcher 3: Wild Hunt, Soulcalibur VI e Monster Hunter: World
- Personaggi vari in Horizon Zero Dawn
- Jack McReady in Dead Nation
- Personaggi vari in Perfect Dark Zero
- Eliot Ness in Blues and Bullets
- Victor Vran in Victor Vran
- Mel, Bob in Randal's Monday
- Direttore Hanson in Second Sight
- Poliziotto in Driver: San Francisco
- Nathaniel Bonnet in The Book of Unwritten Tales
- Sentenza Noria in SpellForce 3
- Narratore in Tails of Iron
- Agente Nightingale in Alan Wake II